# 贾恩卡洛·马西尼
贾恩卡洛·马西尼（義大利語：Giancarlo Masini，1970年1月10日—），意大利男子自行车运动员。他曾代表意大利参加2016年夏季残疾人奥林匹克运动会自行车比赛，获得男子计时赛C1级铜牌。